# Selección femenina de fútbol sub-20 de Austria
La selección femenina de fútbol sub-20 de Austria es el equipo representativo de dicho país en las competiciones oficiales. Su organización está a cargo de la Asociación Austríaca de Fútbol, miembro de la UEFA y la FIFA.

## Estadísticas

### Copa Mundial Femenina de Fútbol Sub-20
| Año                     | Fase             | Posición     | PJ           | PG           | PE           | PP           | GF           | GC           |             |
| ----------------------- | ---------------- | ------------ | ------------ | ------------ | ------------ | ------------ | ------------ | ------------ | ----------- |
| Canadá 2002             | No clasificó     | No clasificó | No clasificó | No clasificó | No clasificó | No clasificó | No clasificó | No clasificó |             |
| Tailandia 2004          | No clasificó     | No clasificó | No clasificó | No clasificó | No clasificó | No clasificó | No clasificó | No clasificó |             |
| Rusia 2006              | No clasificó     | No clasificó | No clasificó | No clasificó | No clasificó | No clasificó | No clasificó | No clasificó |             |
| Chile 2008              | No clasificó     | No clasificó | No clasificó | No clasificó | No clasificó | No clasificó | No clasificó | No clasificó |             |
| Alemania 2010           | No clasificó     | No clasificó | No clasificó | No clasificó | No clasificó | No clasificó | No clasificó | No clasificó |             |
| Japón 2012              | No clasificó     | No clasificó | No clasificó | No clasificó | No clasificó | No clasificó | No clasificó | No clasificó |             |
| Canadá 2014             | No clasificó     | No clasificó | No clasificó | No clasificó | No clasificó | No clasificó | No clasificó | No clasificó |             |
| Papúa Nueva Guinea 2016 | No clasificó     | No clasificó | No clasificó | No clasificó | No clasificó | No clasificó | No clasificó | No clasificó |             |
| Francia 2018            | No clasificó     | No clasificó | No clasificó | No clasificó | No clasificó | No clasificó | No clasificó | No clasificó |             |
| Costa Rica 2022         | No clasificó     | No clasificó | No clasificó | No clasificó | No clasificó | No clasificó | No clasificó | No clasificó |             |
| Colombia 2024           | Octavos de final | 10.º         | 4            | 2            | 0            | 2            | 7            | 9            |             |
| Polonia 2026            | Por definir      | Por definir  | Por definir  | Por definir  | Por definir  | Por definir  | Por definir  | Por definir  | Por definir |
| Total                   | 1/11             | 23.º         | 4            | 2            | 0            | 2            | 7            | 9            |             |

### Campeonato Europeo Femenino Sub-19 de la UEFA
| Año                                           | Fase           | Posición     | PJ           | PG           | PE           | PP           | GF           | GC           |
| --------------------------------------------- | -------------- | ------------ | ------------ | ------------ | ------------ | ------------ | ------------ | ------------ |
| Campeonato Europeo Femenino Sub-18 de la UEFA |                |              |              |              |              |              |              |              |
| 1998                                          | No participó   | No participó | No participó | No participó | No participó | No participó | No participó | No participó |
| 1999                                          | No participó   | No participó | No participó | No participó | No participó | No participó | No participó | No participó |
| 2000                                          | No participó   | No participó | No participó | No participó | No participó | No participó | No participó | No participó |
| 2001                                          | No clasificó   | No clasificó | No clasificó | No clasificó | No clasificó | No clasificó | No clasificó | No clasificó |
| Campeonato Europeo Femenino Sub-19 de la UEFA |                |              |              |              |              |              |              |              |
| 2002                                          | No clasificó   | No clasificó | No clasificó | No clasificó | No clasificó | No clasificó | No clasificó | No clasificó |
| 2003                                          | No clasificó   | No clasificó | No clasificó | No clasificó | No clasificó | No clasificó | No clasificó | No clasificó |
| 2004                                          | No clasificó   | No clasificó | No clasificó | No clasificó | No clasificó | No clasificó | No clasificó | No clasificó |
| 2005                                          | No clasificó   | No clasificó | No clasificó | No clasificó | No clasificó | No clasificó | No clasificó | No clasificó |
| 2006                                          | No clasificó   | No clasificó | No clasificó | No clasificó | No clasificó | No clasificó | No clasificó | No clasificó |
| 2007                                          | No clasificó   | No clasificó | No clasificó | No clasificó | No clasificó | No clasificó | No clasificó | No clasificó |
| 2008                                          | No clasificó   | No clasificó | No clasificó | No clasificó | No clasificó | No clasificó | No clasificó | No clasificó |
| 2009                                          | No clasificó   | No clasificó | No clasificó | No clasificó | No clasificó | No clasificó | No clasificó | No clasificó |
| 2010                                          | No clasificó   | No clasificó | No clasificó | No clasificó | No clasificó | No clasificó | No clasificó | No clasificó |
| 2011                                          | No clasificó   | No clasificó | No clasificó | No clasificó | No clasificó | No clasificó | No clasificó | No clasificó |
| 2012                                          | No clasificó   | No clasificó | No clasificó | No clasificó | No clasificó | No clasificó | No clasificó | No clasificó |
| 2013                                          | No clasificó   | No clasificó | No clasificó | No clasificó | No clasificó | No clasificó | No clasificó | No clasificó |
| 2014                                          | No clasificó   | No clasificó | No clasificó | No clasificó | No clasificó | No clasificó | No clasificó | No clasificó |
| 2015                                          | No clasificó   | No clasificó | No clasificó | No clasificó | No clasificó | No clasificó | No clasificó | No clasificó |
| 2016                                          | Fase de grupos | 8.º          | 3            | 0            | 0            | 3            | 1            | 11           |
| 2017                                          | No clasificó   | No clasificó | No clasificó | No clasificó | No clasificó | No clasificó | No clasificó | No clasificó |
| 2018                                          | No clasificó   | No clasificó | No clasificó | No clasificó | No clasificó | No clasificó | No clasificó | No clasificó |
| 2019                                          | No clasificó   | No clasificó | No clasificó | No clasificó | No clasificó | No clasificó | No clasificó | No clasificó |
| 2022                                          | No clasificó   | No clasificó | No clasificó | No clasificó | No clasificó | No clasificó | No clasificó | No clasificó |
| 2023                                          | Fase de grupos | 5.º          | 3            | 1            | 1            | 1            | 4            | 9            |
| 2024                                          | No clasificó   | No clasificó | No clasificó | No clasificó | No clasificó | No clasificó | No clasificó | No clasificó |
| 2025                                          | Por definir    | Por definir  | Por definir  | Por definir  | Por definir  | Por definir  | Por definir  | Por definir  |